# Honkisaari (ö i Södra Österbotten, Järviseutu)
Honkisaari är en halvö i Finland. Den ligger i sjön Evijärvi och i kommunen Evijärvi i den ekonomiska regionen  Järviseutu ekonomiska region  och landskapet Södra Österbotten, i den centrala delen av landet, 400 km norr om huvudstaden Helsingfors. Den är omkring 50 meter i diameter och förbunden med en omkring 50 meter lång vägbank till fastlandet. Det finns ett hus på den.